# Kim Gwang-seon
Kim Gwang-seon (Seul, 8 de abril de 1946) é um ex-ciclista olímpico sul-coreano. Gwang-seon representou sua nação nos Jogos Olímpicos de Verão de 1968, em Cidade do México.